# Élő Norbert
Élő Norbert (Budapest, 1967. július 30. –) magyar közgazdász, magyar politikus, a Demokratikus Koalíció politikusa, a 2019-es magyarországi önkormányzati választásokon a Momentum Mozgalom, a Demokratikus Koalíció, a Magyar Szocialista Párt, a Párbeszéd Magyarországért és a Lehet Más a Politika Budapest XII. kerületi polgármesterjelöltje. A  Fővárosi Közgyűlés tagja, 2022-tól gazdaságfejlesztési tanácsnok.

## Élete
Öt gyermek édesapja. 1985-ben a budapesti Eötvös József Gimnázium német tagozatos osztályában érettségizett. 1985–86 között kötelező sorkatonai szolgálatot teljesített. 1990-ben a Budapesti Közgazdaságtudományi Egyetem pénzügy szakán okleveles közgazda diplomát szerzett. A diploma után fél évet az OTP-nél töltött, utána öt évig dolgozott a Magyar Nemzeti Bank pénzpolitikai főosztályán, ahol 1994-ben osztályvezető-helyettes lett. Több külföldi tanulmányúton vett részt a monetáris politika és bankrendszer tárgykörében a Bank of England-nél, a Bundesbanknál, a Belga Nemzeti Banknál, a BIS-nél.
1996-tól a Trend/Prognózis Társadalom- és Gazdaságkutató Rt-nél helyezkedett el, melynek jelenleg is vezérigazgatója, pénzügyi tanácsadással és makrogazdasági kutatásokkal foglalkozik.
2008–2010 között a Főtáv Zrt. igazgatósági tagja, 2010–2012-ig a Főtáv Zrt., 2019-től a BVH Holding Zrt, 2021-től a BKM Nonprofit Zrt. felügyelőbizottsági elnöke. 2014-2019 között BKK Zrt. felügyelő bizottsági tag. 2004–2009, illetve 2014-2019 között a Magyar Darts Szövetség elnöke. Német, angol pénzügyi szakmai nyelvvizsgával rendelkezik.

## Politikai pályafutása
2002-től 2014-ig és 2019-től önkormányzati képviselő, 2014-2019 a VKKB tagja. A Demokratikus Koalíció Országos elnökségének tagja 2023-ig. 2004-ben a leköszönő Kovács László helyett parlamenti képviselő lett. A külügyi és a gazdasági bizottság tagja volt.
2006 májusáig az Európai Biztonsági és Együttműködési Szervezet Parlamenti Közgyűlésnek tagja. Delegációvezetőként több hivatalos ülésen vett részt Bécsben, Washingtonban, Brüsszelben.
2010-ben a Főtáv Zrt. közleményében jelezte, hogy az energiabeszerzési költségek 2010 második negyedévi növekedése következtében szeptemberben éves szinten 10,5 százalékkal emelkednek a lakossági hődíjak. A Fővárosi Közgyűlésnek Élő elsőként javasolta, hogy a testület fogadjon el egy olyan határozatot, amelyben felhatalmazza a Főtáv Zrt. igazgatóságát, hogy szeptember 1-től ne emelje a hődíjat. A Közgyűlés 55 igen szavazattal, Ikvai-Szabó Imre főpolgármester-helyettes nem szavazatával fogadta el a javaslatot.
Jelenleg a Fővárosi Közgyűlés tagja, Budapest gazdaságfejlesztési tanácsnoka, Tulajdonosi Bizottság alelnöke. 2023. júliusától Budapest, XII. kerület 011. számú egyéni választókerület (Magasút, Csillebérc, Csillebérci üdülőtelep, Normafa, Svábhegy, Széchenyihegy, Piktortégla üregek) egyéni önkormányzati képviselője.